# Жиргол
Жиргол (фр. Girgols) насеље је и општина у централној Француској у региону Оверња, у департману Кантал која припада префектури Оријак.
По подацима из 2011. године у општини је живело 76 становника, а густина насељености је износила 6,02 становника/km². Општина се простире на површини од 12,62 km². Налази се на средњој надморској висини од 900 метара (максималној 1.228 m, а минималној 786 m).

## Демографија
| 1962. | 1968. | 1975. | 1982. | 1990. | 1999. | 2011. |
| ----- | ----- | ----- | ----- | ----- | ----- | ----- |
| 123   | 151   | 115   | 100   | 84    | 73    | 76    |

График промене броја становника у току последњих година